# Soběnovská vrchovina
Soběnovská vrchovina je geomorfologický podcelek v Novohradském podhůří. Jedná se o členité kerné pohoří složené z hrástí a prolomů. Malše a její přítoky vytvářejí hluboce zaříznutá, místy až kaňonovitá údolí.

## Geologie
Největší část Soběnovské vrchoviny (střední a jižní) tvoří žuly moldanubického plutonu a cordieritické ruly jeho pláště. V severní části se nacházejí svorové ruly a svory.

## Geomorfologie
Podle staršího geomorfologického členění Česka se Soběnovská vrchovina členila na 6 geomorfologických okrsků: Pořešínská pahorkatina, Slepičí hory, Ličovská kotlina, Hodonický hřbet, Malontská sníženina a Bukovský hřbet. Novější členění považuje tyto jednotky za podokrsky a řadí je do okrsků Kohoutská vrchovina (podokrsky Pořešínská pahorkatina, Slepičí hory, Dluhošťská kotlina) a Malontská vrchovina (podokrsky Hodonická vrchovina, Malontská sníženina, Bukovská vrchovina).

### Hory a kopce
- Kohout (871 metrů)
- Vysoký kámen (869 metrů)
- Hradišťský vrch (780 metrů)
- Besednická hora (753 metrů)